# 魏立华
魏立华（1964年8月—），河北行唐人，汉族，中华人民共和国企业家，中国共产党党员，第十三届全国人民代表大会河北地区代表，君乐宝创始人。

## 生平
2018年2月24日，当选为第十三届全国人大代表。